# Liste des maires de Molsheim
La liste des maires de Molsheim présente la liste des maires de la commune française de Molsheim, située dans la circonscription départementale du Bas-Rhin, la collectivité européenne d'Alsace et la région Grand Est.

## L'Hôtel de ville

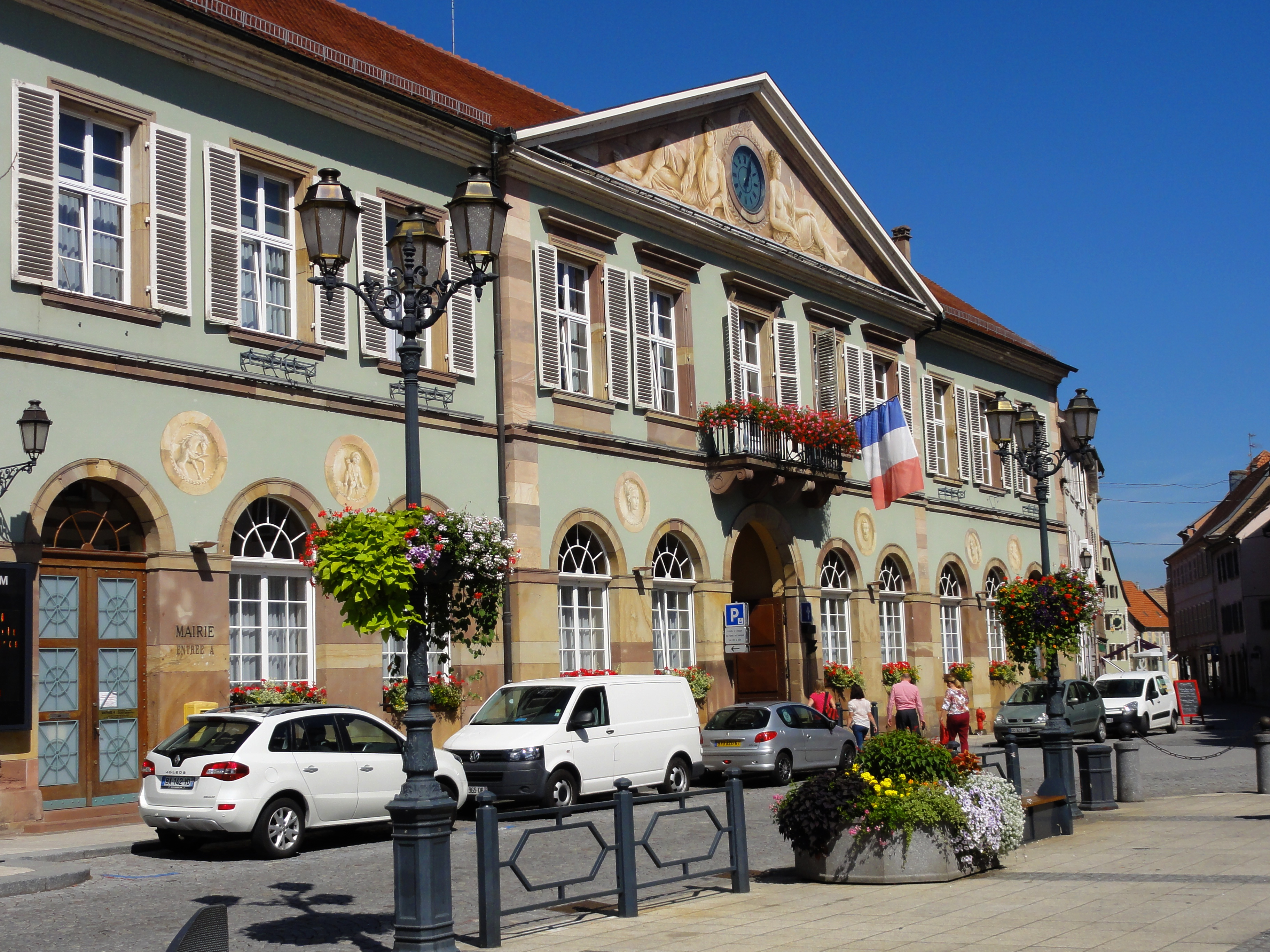
L'hôtel de ville en 2013.

## Liste des maires

### Entre 1800 et 1945

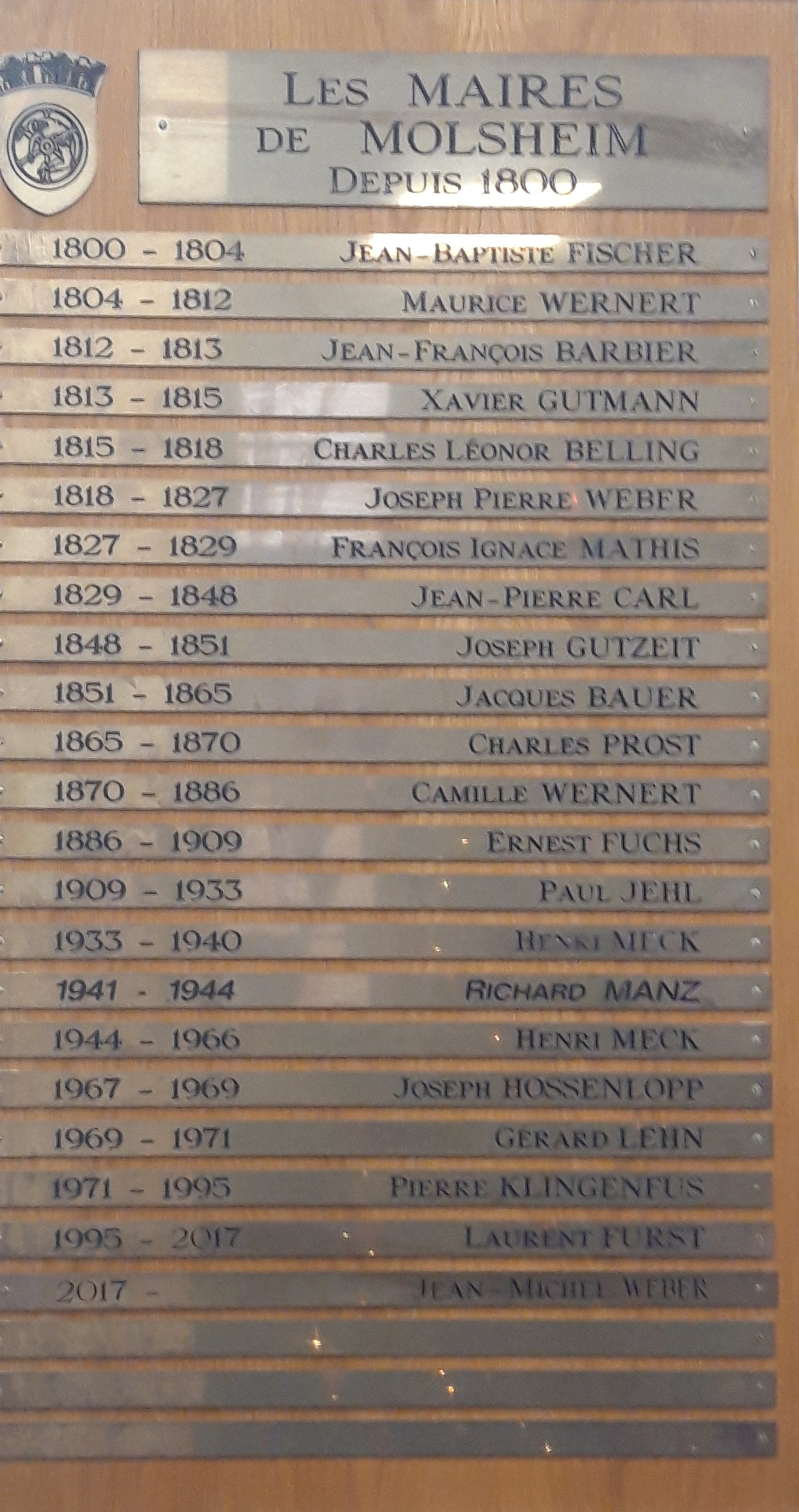
La liste des maires de Molsheim de 1800 à 2020, affichée dans la mairie de la ville.

| Période | Période | Identité               | Étiquette | Qualité                                                   |
| ------- | ------- | ---------------------- | --------- | --------------------------------------------------------- |
| 1800    | 1804    | Jean-Baptiste Fischer  |           |                                                           |
| 1804    | 1812    | Maurice Wernert        |           |                                                           |
| 1812    | 1813    | Jean-François Barbier  |           |                                                           |
| 1813    | 1815    | Xavier Gutmann         |           |                                                           |
| 1815    | 1818    | Charles Léonor Belling |           |                                                           |
| 1818    | 1827    | Joseph Pierre Weber    |           |                                                           |
| 1827    | 1829    | François Ignace Mathis |           |                                                           |
| 1829    | 1848    | Jean-Pierre Carl       |           |                                                           |
| 1848    | 1851    | Joseph Gutzeit         |           |                                                           |
| 1851    | 1865    | Jacques Bauer          |           |                                                           |
| 1865    | 1870    | Charles Prost          |           | Propriétaire Conseiller général de Molsheim (1848 → 1871) |
| 1870    | 1886    | Camille Wernert        |           |                                                           |
| 1886    | 1909    | Ernest Fuchs           |           |                                                           |
| 1909    | 1933    | Paul Jehl              | UPR       | Conseiller général de Molsheim (1919 → 1922)              |
| 1933    | 1940    | Henri Meck             | UPR       | Syndicaliste CFTC Député du Bas-Rhin (1928 → 1940)        |
| 1940    | 1945    | Occupation allemande   |           |                                                           |

### Depuis 1945
Depuis l'après-guerre, six maires se sont succédé à la tête de la commune.
| Période          | Période                  | Identité          | Étiquette       | Qualité |
| ---------------- | ------------------------ | ----------------- | --------------- | --- |
| 1945             | 25 décembre 1966 (décès) | Henri Meck        | MRP puis CD     | Syndicaliste CFTC Député du Bas-Rhin (1928 → 1940 puis 1945 → 1966) Conseiller général de Molsheim (1958 → 1966) Président du conseil général du Bas-Rhin (1960 → 1966)                 |
| 25 décembre 1966 | 24 octobre 1969 (décès)  | Joseph Hossenlopp | MRP             | Professeur |
| 20 décembre 1969 | 27 mars 1971             | Gérard Lehn       | app. UDR        | Notaire Député de la 5e circonscription du Bas-Rhin (1966 → 1973) |
| 27 mars 1971     | juin 1995                | Pierre Klingenfus | UDR puis RPR    | Contrôleur des lois d'Aide sociale Conseiller régional d'Alsace (1972 → 1986 puis 1989 → 1992) Conseiller général de Molsheim (1977 → 1994)                                             |
| juin 1995        | 28 août 2017             | Laurent Furst     | UDF puis UMP-LR | Directeur d'hôpital Député de la 6e circonscription du Bas-Rhin (2012 → ) Conseiller général de Molsheim (2001 → 2012) Président de la CC de la région de Molsheim-Mutzig (1998 → 2017) |
| 28 août 2017     | 28 mai 2020              | Jean-Michel Weber | LREM            | Chef d'entreprise 4e vice-président de la CC de la région de Molsheim-Mutzig (2017 → 2020)                                                                                              |
| 28 mai 2020      | En cours                 | Laurent Furst     | LR              | Directeur d'hôpital Député de la 6e circonscription du Bas-Rhin (2012 → 2020) Président de la CC de la région de Molsheim-Mutzig (2020 → )                                              |

## Conseil municipal actuel
Les 29 sièges composant le conseil municipal de Molsheim ont été pourvus le 15 mars 2020 lors du premier tour de scrutin. Actuellement, il est réparti comme suit : 

## Résultats des élections municipales

### Élection municipale de 2020
|                              | Laurent Furst            | DVD                      | 1 995 | 60,45  | 24 | 8  |  |  |
| Molsheim, l'avenir avec vous |                          |                          | 1 995 | 60,45  | 24 | 8  |  |  |
|                              | Jean-Michel Weber *      | DVC                      | 1 305 | 39,54  | 5  | 2  |  |  |
| Réveillons Molsheim          |                          |                          | 1 305 | 39,54  | 5  | 2  |  |  |
|                              |                          |                          |       |        |    |    |  |  |
| Exprimés                     | Exprimés                 | Exprimés                 | 3 300 | 98,21  |    |    |  |  |
| Votes blancs                 | Votes blancs             | Votes blancs             | 25    | 0,74   |    |    |  |  |
| Votes nuls                   | Votes nuls               | Votes nuls               | 35    | 1,04   |    |    |  |  |
| Total                        | Total                    | Total                    | 3 360 | 100,00 | 29 | 10 |  |  |
| Abstentions                  | Abstentions              | Abstentions              | 2 837 | 45,78  |    |    |  |  |
| Inscrits / participation     | Inscrits / participation | Inscrits / participation | 6 197 | 54,22  |    |    |  |  |
| * Liste du maire sortant     |                          |                          |       |        |    |    |  |  |

### Élection municipale de 2014
|                                                         | Laurent Furst * | UMP            | 3 095 | 83,35  | 27 | 8 |  |  |
| Avançons ensemble pour Molsheim                         |                 |                | 3 095 | 83,35  | 27 | 8 |  |  |
|                                                         | Maxime Munschy  | PS             | 618   | 16,64  | 2  | 0 |  |  |
| Ensemble, construisons une démocratie locale à Molsheim |                 |                | 618   | 16,64  | 2  | 0 |  |  |
|                                                         |                 |                |       |        |    |   |  |  |
| Inscrits                                                | Inscrits        | Inscrits       | 6 271 | 100,00 |    |   |  |  |
| Abstentions                                             | Abstentions     | Abstentions    | 2 431 | 38,77  |    |   |  |  |
| Votants                                                 | Votants         | Votants        | 3 840 | 61,23  |    |   |  |  |
| Blancs et nuls                                          | Blancs et nuls  | Blancs et nuls | 127   | 3,31   |    |   |  |  |
| Exprimés                                                | Exprimés        | Exprimés       | 3 713 | 96,69  |    |   |  |  |
| * Liste du maire sortant                                |                 |                |       |        |    |   |  |  |

### Élection municipale de 2008
|                          | Laurent Furst * | UMP (Maj.)     | 2 965 | 100,00 | 29 |  |  |  |
| Ensemble pour Molsheim   |                 |                | 2 965 | 100,00 | 29 |  |  |  |
|                          |                 |                |       |        |    |  |  |  |
| Inscrits                 | Inscrits        | Inscrits       | 6 048 | 100,00 |    |  |  |  |
| Abstentions              | Abstentions     | Abstentions    | 2 500 | 41,34  |    |  |  |  |
| Votants                  | Votants         | Votants        | 3 548 | 58,66  |    |  |  |  |
| Blancs ou nuls           | Blancs ou nuls  | Blancs ou nuls | 583   | 16,43  |    |  |  |  |
| Exprimés                 | Exprimés        | Exprimés       | 2 965 | 83,57  |    |  |  |  |
| * Liste du maire sortant |                 |                |       |        |    |  |  |  |